# Хотилово (Бологовський район)
Хотилово (рос. Хотилово) — село в Бологовському районі Тверської області Російської Федерації.
Населення становить 1433 особи. Входить до складу муніципального утворення Куженкинське сільське поселення.

## Історія
Від 2005 року входить до складу муніципального утворення Куженкинське сільське поселення.

## Населення
| 2010 |
| ---- |
| 1433 |